# 1830 Pogson
Pogson (asteroide 1830) é um asteroide da cintura principal, a 2,0658935 UA. Possui uma excentricidade de 0,0558756 e um período orbital de 1 182,25 dias (3,24 anos).
Pogson tem uma velocidade orbital média de 20,13508198 km/s e uma inclinação de 3,95267º.
Este asteroide foi descoberto em 17 de Abril de 1968 por Paul Wild.
O seu nome é uma homenagem ao astrônomo inglês Norman Robert Pogson.